# Zjawisko Seeligera
Zjawisko Seeligera – efekt związany ze zwiększeniem jasności ciała niebieskiego Układu Słonecznego, gdy jest ono w opozycji względem Słońca. Zjawisko to zostało zaobserwowane przez niemieckiego astronoma Hugo von Seeligera. Zauważył on, że pierścienie Saturna są bardziej widoczne gdy planeta ta znajdzie się w opozycji.